# Virgen de los Dolores (Lorca)
La Virgen de los Dolores fue una obra realizada por José Manuel Martínez en 1796. Desaparecida en 1936, estaba ubicada en la Iglesia de San Francisco de Lorca, en Murcia (España).

## Historia

### Elaboración
En 1796 (también se afirma que fue en 1806), la Hermandad de Labradores de Lorca deseaba adquirir una imagen mariana representativa de la advocación de la Virgen de los Dolores que reemplazase a una anterior de la que apenas se tienen noticias; tan solo se sabe que la misma ya existía por lo menos desde finales del siglo xvii puesto que cuando se elaboraron los retablos de la Archicofradía de la Vera Cruz y Sangre de Cristo, en el que inicialmente se dedicó a la Virgen de las Angustias (hoy a la Virgen de los Dolores) se emplazó una talla de «María Santísima de los Dolores» (en él todavía figura el emblema de la primitiva Hermandad de Labradores: un corazón en el que se hallan ensartadas siete espadas en alusión a los siete dolores). La hermandad delegó en Mariano Barranco, presidente de la cofradía, la tarea de llevar a cabo los trámites pertinentes para realizar el encargo de la pieza en Valencia; no obstante, Barranco, consciente del talento con el que contaba un carpintero local de nombre José Manuel Martínez, tomó la decisión de encomendar a este la factura de la talla, realizando la comisión en el más absoluto secreto.: 98–99 
Una vez concluida la obra, se congregó a la totalidad de los miembros de la hermandad en la sacristía de la Iglesia de San Francisco, lugar en que se encontraba la talla, si bien, para evitar que se descubriese que había sido elaborada en Lorca, la misma se hallaba cuidadosamente embalada en un cajón de madera para así dar la impresión de que acababa de llegar de Valencia. Cuando se abrió la caja y la pieza quedó al descubierto, los hermanos se mostraron encantados con la belleza de la talla, expresando su deseo de conocer al autor. Barranco les informó que el artista se encontraba en Lorca y que, si deseaban verle en persona, podían mandarle llamar, a lo que los cofrades accedieron con entusiasmo; sin embargo, cuando Martínez hizo acto de presencia, los miembros de la hermandad se sintieron decepcionados por el hecho de que el autor no era imaginero sino maestro carpintero. Pese a la decepción e incertidumbre iniciales, finalmente concluyeron que la obra no tenía nada de reprochable puesto que la misma poseía gran belleza además de contar con todas y cada una de las características que deseaban los cofrades. De hecho, la aceptación de la talla llegó a ser tal que la hermandad encargaría poco después a Martínez la hechura de dos sayones (hoy perdidos) para el paso del Cristo de la Columna, el cual se custodiaba en la Iglesia de San Francisco, aunque en esta ocasión el escultor fracasaría puesto que las imágenes, realizadas en madera y cartón, resultaron demasiado grotescas, aunque poseían cierto grado de originalidad ya que caricaturizaban a dos maleantes locales conocidos como «Titales» y «Mateo Gurullo».: 99 

### Desamortización
En la década de 1830 tuvo lugar la desamortización; al contrario que otros edificios religiosos, los cuales salieron a subasta, la Iglesia de San Francisco, junto con el convento al cual pertenecía, fue permutado por el Hospital de San Juan de Dios y el Hospital de San Juan Bautista, pasando el convento, la iglesia y el huerto de los franciscanos a manos de la Junta Municipal de Beneficencia, ente que tenía el cometido de gestionar esta clase de instituciones. En 1838 el convento se convertiría en hospital de beneficencia (Hospital de San Francisco, el mayor de Lorca) y la iglesia en su capilla, desapareciendo ese mismo año la Archicofradía de la Vera Cruz y Sangre de Cristo, de la que es heredera la Hermandad de Labradores, existente al menos desde 1640 como auxiliar de la Vera Cruz y Sangre de Cristo y reinstaurada en la década de 1850, época en que continuó con las actividades de la desaparecida archicofradía, entre ellas la procesión del Viernes de Dolores, honor obtenido en 1800 con el derecho de «hacer y presidir la procesión que en la tarde del Viernes de Dolores sale de la iglesia del Convento de San Francisco».

### Desaparición

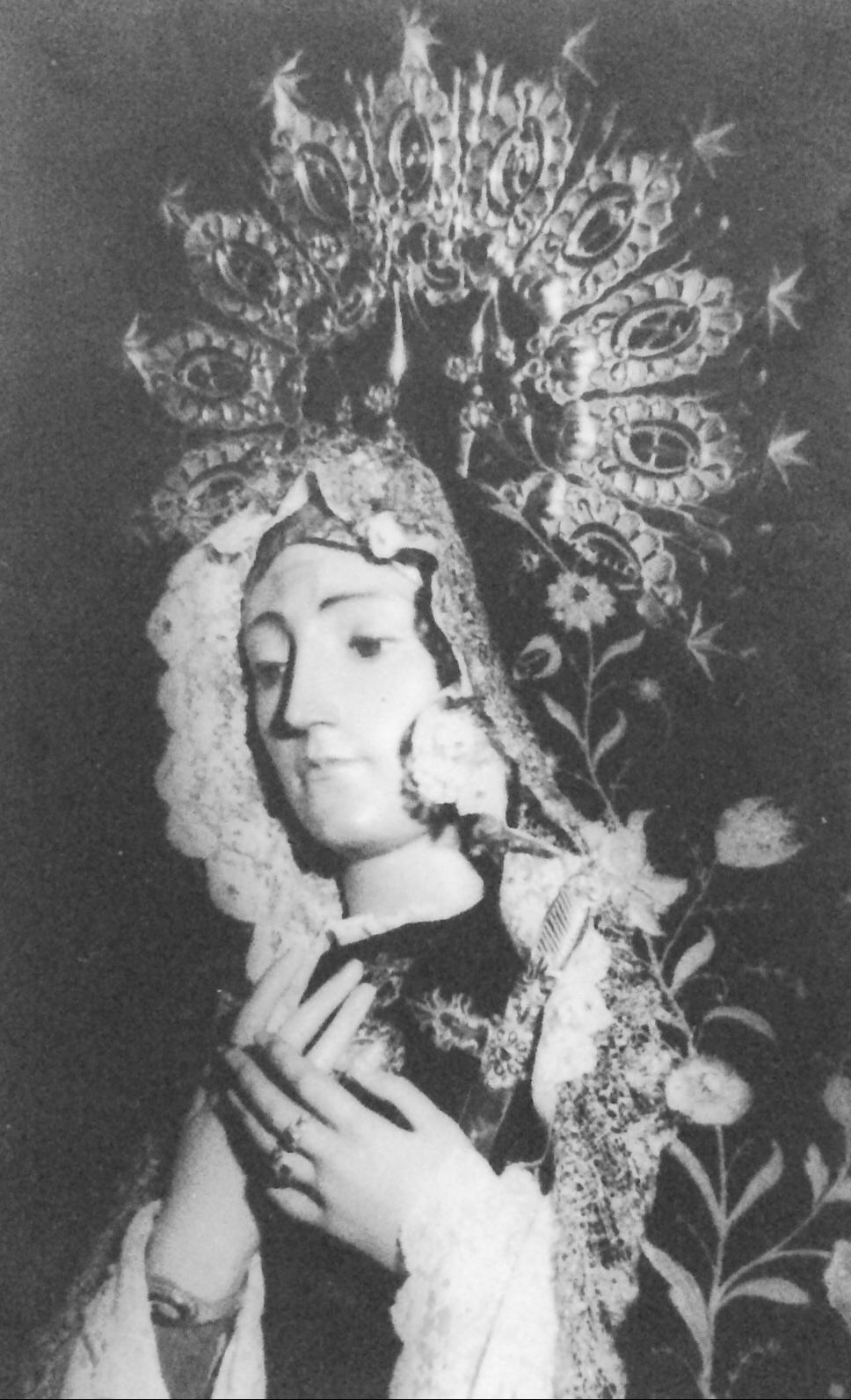
Virgen de los Dolores (1942), por José Capuz.

La imagen de la Virgen de los Dolores, la cual contaba con una asociación fundada en 1915 (Asociación de Señoras de la Virgen de los Dolores),: 194  desapareció durante la guerra civil. Al poco del estallido de la contienda, en agosto de 1936, los republicanos empezaron a asaltar templos y a destruir todo tipo de artículos de carácter religioso, entre ellos numerosas obras de arte sacro. A Lorca llegó el 14 de agosto un grupo procedente de Molins de Rey el cual se dedicó a saquear, quemar iglesias y asesinar a todos aquellos religiosos con los que se encontraron; esta turbamulta, conocida por las altas esferas, estaba dirigida por Manuel Marín Mula, oriundo de Lorca y residente en aquel entonces en Molins de Rey. Poco antes de que el grupo de republicanos entrase en la ciudad murciana, el acaudalado Francisco Quiñonero (miembro de la Hermandad de Labradores y a la postre su presidente), recibió por teléfono el aviso de la llegada de la turba; la persona que proporcionó esta información era un militar lorquino que se comunicó desde la Escuela Popular de Guerra de Paterna, de la que era alumno y donde Marín Mula había efectuado una parada en su ruta hacia Lorca. El objetivo de esta llamada era poner sobre aviso a Quiñonero con el fin de que dispusiese de tiempo suficiente para salvar todas las obras de arte sacro posibles, sobre todo los pasos de Semana Santa, destacando el hecho de que el militar pertenecía a la Archicofradía del Rosario, con la que la Hermandad de Labradores mantenía cierta rivalidad aún hoy vigente.
Poco después de aquella llamada, Juan Pérez-Chuecos, fraile franciscano y sacristán de la Iglesia de San Francisco (entonces Capilla de la Beneficencia), temeroso de que la talla fuese destruida por los republicanos, se presentó en el caserón de Quiñonero, sito en la actual plaza de España, con un hatillo en cuyo interior se encontraban la cabeza y ambas manos y pies de la talla de la Virgen (al ser de vestir, estas eran las únicas partes talladas, siendo el resto del cuerpo un armazón). La imagen fue literalmente emparedada dentro del palacete aprovechando el gran grosor de sus muros, mientras que en lo tocante a las alhajas de la talla (en poder de Quiñonero antes de la llegada del fraile), tanto la corona de plata y pedrería que la adornaba como las demás joyas, donadas por familias pertenecientes a la hermandad, fueron escondidas junto con las propias alhajas de la familia Quiñonero en uno de los varios aljibes ubicados en la parte trasera de la propiedad.
En su llamada, el militar había pedido además que se diese aviso a su familia para que esta, en la medida de lo posible, rescatase la imagen de la Virgen de la Amargura, obra de Francisco Salzillo propiedad de la Archicofradía del Rosario, si bien dos factores impidieron que la talla se salvase: Quiñonero, por razones desconocidas (tal vez por ser miembro de la Hermandad de Labradores), nunca llegó a transmitir este mensaje a la familia del militar, mientras que Marín Mula, al igual que Quiñonero, pertenecía a la Hermandad de Labradores (la Virgen de la Amargura sería decapitada y su cabeza dejada irreconocible al ser pateada por varios niños que la utilizaron como balón de fútbol improvisado, siendo posteriormente arrojada al río Guadalentín). En lo que respecta a la Capilla de la Beneficencia, usada durante la guerra como comedor para los refugiados,: 161  esta logró salvarse por el mero hecho de formar parte del Hospital de San Francisco, si bien todas las imágenes que quedaron allí guardadas serían quemadas en una hoguera encendida en la cuesta de San Francisco.

### Sustitución
Tras el fin del conflicto en 1939, se empezó la reconstrucción de los pasos de Semana Santa y, en general, de la imaginería destruida durante la contienda, sufragado todo con fondos donados por familias pudientes. Pese a que al parecer la Virgen de los Dolores había logrado salvarse, la imagen nunca pudo ser hallada; a causa de la errada creencia de que la talla había sido escondida en el templo, se realizaron varias búsquedas tanto dentro como fuera de él. A mayores, Chuecos, fallecido en 1938 (aunque también se afirma que murió el 19 de agosto de 1936), jamás reveló su paradero,: 99  asegurando que «a la Dolorosa no le pasará nada. Los que la guardan nunca dirán dónde se encuentra. Ellos guardarán el secreto». Debido a que la familia Plazas había comisionado una nueva imagen de la Virgen de la Amargura al imaginero de renombre Amadeo Ruiz Olmos, los miembros de la Hermandad de Labradores, liderados por la condesa de San Julián, decidieron dar por perdida la talla de la Virgen de los Dolores y encargar en 1941 la hechura de una imagen sustituta a José Capuz, reconocido entallador el cual fue elegido para que de esta forma la hermandad pudiese competir con la Archicofradía del Rosario, a la que hasta entonces habían considerado superior por el hecho de contar con una pieza del insigne Salzillo. La nueva Virgen de los Dolores, realizada en 1942, fue llevada en tren desde Madrid, donde Capuz tenía su taller, hasta la estación de Sutullena custodiada por dos inspectores de policía, siendo recibida por un cortejo compuesto por cofrades de la hermandad y la propia condesa; anecdóticamente, la nueva talla estaba muy alejada de la belleza de la anterior, resultando para algunos incluso de gran fealdad, lo que haría célebre la siguiente frase: «¿No queríais una firma? Ahí la tenéis».

## Descripción

### Talla

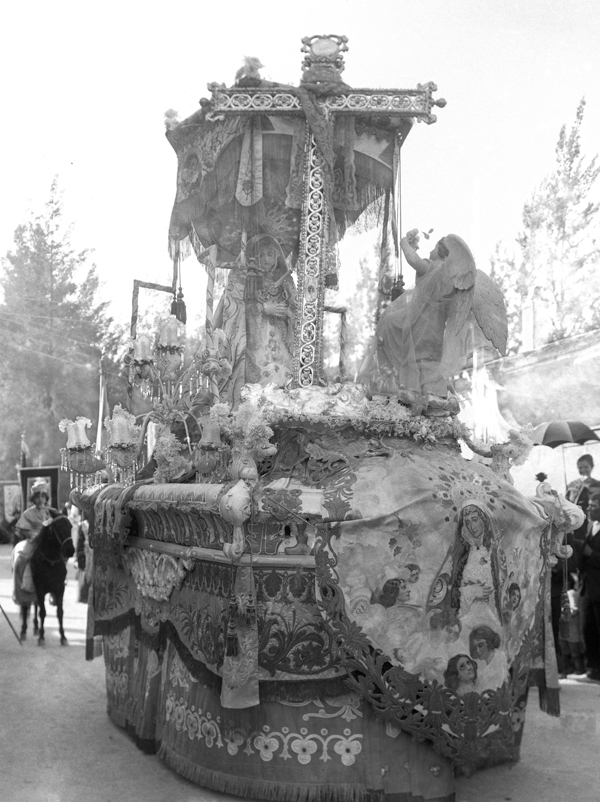
Trono de la Virgen de los Dolores (c. 1930).

La Virgen de los Dolores, de mayor tamaño que la Virgen de Capuz, era una imagen de vestir, motivo por el que únicamente tenía talladas la cabeza, las manos y los pies, todo ello unido mediante una estructura o armazón conocido como «devanadera». Esta imagen tenía la cabeza agachada y la vista dirigida hacia abajo con expresión de dolor, mostrando ambas manos cruzadas sobre el busto. Tal y como puede apreciarse en varias fotografías, una gran espada simulaba atravesar su pecho del mismo modo que otras imágenes dolorosas en alusión a la profecía de Simeón, destacando un paño en su mano derecha y un rosario en la izquierda, además de contar con una media luna a los pies representativa de la Inmaculada Concepción y una corona o diadema de plata y pedrería rematada por diecisiete estrellas en vez de las doce habituales para hacer referencia a las doce tribus de Israel.

### Ajuar
En lo tocante a la vestimenta, de estilo asirio,: 182  la Virgen lucía una túnica ricamente decorada, un velo o cofia de encaje, y un manto negro de 1856 bordado con motivos vegetales y estrellas doradas además de ribeteado con encaje, confeccionado en un taller de Lorca mediante la técnica del bordado a la carta y costeado por la camarera Luisa Álvarez Fajardo. También poseía un manto de color azul diseñado por Francisco Cayuela y fabricado entre noviembre de 1904 y junio de 1905; se dice que este manto, el primero elaborado únicamente en seda para una Virgen en España, provocó la locura de Cayuela, quien para su terminación debió comunicarse por carta con las veintiocho bordadoras encargadas de su confección. En cuanto a las alhajas, la talla contaba con joyas donadas por varias familias lorquinas las cuales consistían principalmente en anillos y rosarios, siendo la corona la pieza más importante; considerada perdida durante décadas, fue identificada en 2001 en la Iglesia de San Juan de Dios de Murcia, dentro de un baúl junto con más piezas requisadas durante la guerra, siendo finalmente devuelta a la hermandad el 30 de enero de 2002 por parte del presidente autonómico.

### Trono
Respecto al trono, también perdido durante la guerra, este fue costeado por la viuda de Blas Eytier Bascuñana (alcalde de Lorca en tres ocasiones) y se tiene constancia del mismo desde al menos 1881.: 154  La peana de la estructura, de base hexagonal, estaba decorada con relieves vegetales y acompañada por las imágenes de bulto redondo y talla completa de cuatro ángeles los cuales simulaban estar sosteniendo un sudario y unos elaborados candelabros situados en el frente. Estas figuras se hallaban posadas sobre nubes y con ambas piernas flexionadas, una arrodillada y la otra con el pie apoyado en el nimbo; todas ellas acabarían siendo reemplazadas por un ángel esculpido en la década de 1920 el cual figuraba de rodillas sosteniendo el sudario, pieza que tras una intervención acometida en 2017 por los alumnos de un programa de restauración desarrollado por el Ayuntamiento de Lorca, sería entregada por el alcalde al presidente de la Hermandad de Labradores y al presidente de la Fundación Paso Azul.
Uno de los elementos más destacados del trono de la Virgen era la Cruz Guía, consistente en una cruz tallada en madera y cubierta con un baño de plata la cual se ornamenta con un sudario elaborado en encaje de bolillos de hilo de plata en el que se representan tanto la cruz como la escalera empleada por Nicodemo y José de Arimatea para descender el cadáver de Cristo. La Cruz Guía cuenta con ricos motivos vegetales y alberga detalles en tono dorado en los extremos y en la zona superior, donde consta una cartela con el monograma INRI, figurando en el punto donde confluyen ambos travesaños el emblema de la primitiva hermandad. Hay constancia de que a finales del siglo xix la cruz era sacada en procesión detrás de la talla de la Virgen, si bien a raíz de la introducción en 1905 de un trono con ruedas ideado por Cayuela,: 184  la cruz dejaría de desfilar y sería reemplazada por una de metal que pasaría a situarse frente a la imagen.

## Legado
La Virgen de los Dolores destaca entre la imaginería religiosa de Lorca, además de por su valor artístico, por el misterio en torno a su desaparición, existiendo la posibilidad de que la talla aún se conserve, bien entre los muros del palacete de la familia Quiñonero o bien en otro lugar, dentro o fuera de Lorca. La imagen tiene el honor de figurar en el Reflejo, paño representativo del estandarte de la hermandad obra de Cayuela en 1914 (gracias al cual se pudo identificar la corona debido a que aparece plasmada en él), y de protagonizar el cartel de la exposición Tradición y arte. La devoción a la Virgen de los Dolores en Lorca y su Comarca, celebrada del 13 de septiembre al 15 de octubre de 2023 en el Museo Azul de la Semana Santa. Sumado a lo anterior, José María Casas Martínez compuso para la Virgen de los Dolores la marcha fúnebre «La Lágrima»,: 253  mientras que Juan Antonio Gómez Navarro contribuyó con «Coplas a la Santísima Virgen de los Dolores», pieza que dedicó a los franciscanos de Lebrija en 1905,: 243  y «Salve a la Virgen de los Dolores», pieza considerada como la más importante de la Semana Santa lorquina la cual está dedicada a Angelina Parra Álvarez Fajardo, camarera de la Virgen; en 1903 fue interpretada por su hermana la soprano Melchora Gómez Navarro,: 226, 244  siendo en 1927 cantada a cuatro voces por Lulú Fígari, Teresa Ruiz, Amparo y Amor Jódar.: 231 